# 足立基浩
足立 基浩（あだち もとひろ、1968年10月29日 - ）は、日本の経済学者・和歌山大学経済学部教授。副学長。博士（経済政策）。専門はまちづくり論・環境政策。

## 経歴・活動
東京都出身。慶應義塾大学経済学部を卒業した1992年に朝日新聞社に記者職で入社した。1993年に同社を退職してイギリスのケンブリッジ大学に留学した。同学でM.Phil. （修士号）を取得し、1996年に和歌山大学経済学部の助手に採用された。同大学では、助教授を経て、2010年4月から教授に就任。2001年には、ケンブリッジ大学大学院土地経済学研究科で、経済政策の Ph.D.（博士号）を取得した。
研究者としての専門分野は、地域再生と街づくり・都市再生に関する研究。日本国内約300か所・海外約15か国での調査を基に、経済学・経営学の理論と現場とをつなげるべく、日本全国の街の活性化に向けて幅広い活動を展開している。和歌山大学助教授時代の2005年からは、和歌山市の中心市街地活性化を目的に、ゼミの学生や市民と共に中心部のぶらくり丁商店街でオープンカフェ・レンタルカフェなどの事業などを展開中。現在は、同大学の評議員を兼務する一方で、メディアでの活動に関して吉本興業とマネジメント契約を結んでいる。
第42代内閣総理大臣・鈴木貫太郎の曽孫である。
ジャーナリストの足立真理は実姉である。アナウンサーの川田裕美は教え子。

## 現在の出演番組
- @あっと!テレわか　NEWSスタイル（テレビ和歌山）月曜日コメンテーター
- ちちんぷいぷい（MBSテレビ）
  - 「顧問」（コメンテーター）に準ずる扱いで不定期出演。出演しない日には、街おこし・商店街に関する話題を取り上げる場合にコメントを寄せたり、前述の事業について情報を提供したりすることがある。
- あさパラ（よみうりテレビ）不定期出演
- ブラマヨ弾話室〜ニッポン、どうかしてるぜ!〜（BSフジ）
- 朝生ワイド す・またん!（読売テレビ、2020年1月24日 - ） 毎週月曜日or木曜日出演、なお姉の真理も同番組に出演しているが、姉弟揃っての同時出演は未だに無い。
- 和歌山放送 - 「経済ジャーナル」コメンテーター
- かんさい情報ネットten.（よみうりテレビ）火曜日、金曜日 (不定期出演)

## 著作

### 単著
- 『まちづくりの個性と価値――センチメンタル価値とオプション価値』日本経済評論社、2009年。ISBN 978-4818820777。
- 『シャッター通り再生計画――明日からはじめる活性化の極意』ミネルヴァ書房、2010年。ISBN 978-4623057177。
- 『イギリスに学ぶ商店街再生計画―「シャッター通り」を変えるためのヒント』ミネルヴァ書房、2013年。ISBN 978-4623067190。
- 『新型コロナとまちづくり――リスク管理型エリアマネジメント戦略』晃洋書房、2021年。ISBN 978-4771034501。

### 共著
- 『令和時代に求められるエリアマネジメントの役割 ~関西からの情報発信~』パレード、2020年。ISBN 978-4865222395。
- 『まちづくりの統計学 政策づくりのためのデータの見方・使い方』学芸出版社、2022年。ISBN 978-4-7615-2806-5。

### 編著
- 『住宅問題と市場・政策』日本経済評論社、2000年。ISBN 978-4818813090。（大泉英次・橋本卓爾・山田良治と共編著）。